# Josh Powell
Josh Powell (ur. 25 stycznia 1983 w Charleston) – amerykański koszykarz, dwukrotny mistrz NBA z Los Angeles Lakers, mistrz Euroligi z Olympiakosem Pireus.

## Życiorys
Podczas drugiego roku kariery uczelnianej na North Carolina State University w drużynie NC State Wolfpack, Powell zdobywał średnio 12,4 punktów i 5,2 zbiórek na mecz. Podczas draftu 2003 nie został wybrany do żadnej drużyny i postanowił grać w Europie. Jednakże wcześniej trenował z wieloma klubami NBA i 2 sierpnia 2005 r. podpisał kontrakt z Dallas Mavericks.
W lutym 2006 Powell został wysłany do drużyny NBDL, Fort Worth Flyers, a następnie, po kilku dobrych meczach, ze średnim dorobkiem w D-League 17,7 punktów na spotkanie, został z powrotem ściągnięty do drużyny. Po powrocie na parkiety NBA, zawodnik wciąż grał w końcówkach meczów, gdy wynik był już przesądzony.
23 lipca 2006, razem z Darrellem Armstrongem i Rawle Marshallem przeszedł do Indiana Pacers w zamian za Anthony'ego Johnsona. 17 stycznia 2007 r. Powell przeszedł, w ramach wymiany ośmiu zawodników, do Golden State Warriors. 14 sierpnia 2007 r. dołączył do czwartego klubu w trzecim sezonie pobytu na parkietach NBA, podpisując kontrakt z Los Angeles Clippers. Jako zawodnik tej drużyny zagrał w 64 spotkaniach, 25 razy wychodząc w podstawowym składzie i zdobywając średnio 5,5 punktów na mecz. Po tym sezonie Clippers zrezygnowali z niego.
14 sierpnia 2008 podpisał kontrakt z Los Angeles Lakers. Wywalczył z tym klubem mistrzostwo NBA, grając w 21 spotkaniach fazy play-off i zdobywając wtedy 2,1 punktu na mecz.
14 lutego 2019 opuścił argentyński Atenas Cordoba.

## Osiągnięcia
Stan na 15 lutego 2019, na podstawie, o ile nie zaznaczono inaczej.
NCAA
- Uczestnik turnieju NCAA (2002, 2003)
- Zaliczony do I składu:
  - debiutantów konferencji Atlantic Coast (ACC – 2002)
  - turnieju ACC (2003)

NBA
- Mistrz NBA (2009, 2010)

Inne
- Mistrz:
  - Euroligi (2013)
  - World Basketball Association (WBA – 2004)
- Wicemistrz Grecji (2013)
- Finalista pucharu Grecji (2013)
- Zaliczony do II składu:
  - letniej ligi NBA (2005)
  - WBA (2004)
- Lider w zbiórkach chińskiej ligi NBL (2016)

## Statystyki
Na podstawie Basketball-Reference.com (ang.)

### Sezon regularny
| Sezon   | Drużyna       | M   | S5 | MPG  | FG%   | 3P%   | FT%   | RPG | APG | SPG | BPG | PPG |
| ------- | ------------- | --- | -- | ---- | ----- | ----- | ----- | --- | --- | --- | --- | --- |
| 2005/06 | Dallas        | 37  | 2  | 11,6 | 45,7% | –     | 80,0% | 2,2 | 0,2 | 0,2 | 0,1 | 3,0 |
| 2006/07 | Indiana       | 7   | 0  | 9,1  | 13,3% | –     | 66,7% | 2,7 | 0,4 | 0,0 | 0,0 | 1,7 |
| 2006/07 | Golden State  | 30  | 0  | 9,6  | 52,6% | –     | 73,3% | 2,3 | 0,6 | 0,2 | 0,4 | 3,5 |
| 2007/08 | L.A. Clippers | 64  | 25 | 19,2 | 46,0% | 0,0%  | 72,4% | 5,2 | 0,7 | 0,2 | 0,4 | 5,5 |
| 2008/09 | L.A. Lakers   | 60  | 1  | 11,7 | 44,4% | –     | 76,0% | 2,9 | 0,5 | 0,2 | 0,3 | 4,2 |
| 2009/10 | L.A. Lakers   | 63  | 0  | 9,2  | 36,6% | 43,8% | 64,5% | 1,8 | 0,6 | 0,1 | 0,1 | 2,7 |
| 2010/11 | Atlanta       | 54  | 0  | 12,1 | 45,2% | 0,0%  | 80,0% | 2,5 | 0,4 | 0,1 | 0,1 | 4,1 |
| 2013/14 | Houston       | 1   | 0  | 19,0 | 33,3% | –     | –     | 5,0 | 0,0 | 0,0 | 1,0 | 4,0 |
| Razem   |               | 316 | 28 | 12,6 | 43,8% | 35,0% | 74,3% | 2,9 | 0,5 | 0,2 | 0,2 | 3,9 |

### Play-offy
| Sezon | Drużyna      | M  | S5 | MPG | FG%   | 3P%   | FT%   | RPG | APG | SPG | BPG | PPG |
| ----- | ------------ | -- | -- | --- | ----- | ----- | ----- | --- | --- | --- | --- | --- |
| 2006  | Dallas       | 6  | 0  | 4,2 | 0,0%  | –     | –     | 0,3 | 0,2 | 0,0 | 0,0 | 0,0 |
| 2007  | Golden State | 4  | 0  | 1,5 | –     | –     | 50,0% | 0,3 | 0,0 | 0,0 | 0,3 | 0,3 |
| 2009  | L.A. Lakers  | 14 | 0  | 5,2 | 42,3% | 100%  | 100%  | 1,2 | 0,3 | 0,0 | 0,1 | 2,1 |
| 2010  | L.A. Lakers  | 13 | 0  | 3,1 | 37,5% | 0,0%  | 75,0% | 0,5 | 0,1 | 0,0 | 0,0 | 0,7 |
| 2011  | Atlanta      | 9  | 0  | 5,3 | 55,6% | –     | –     | 1,0 | 0,1 | 0,0 | 0,0 | 1,1 |
| Razem |              | 46 | 0  | 4,2 | 40,4% | 50,0% | 83,3% | 0,8 | 0,2 | 0,0 | 0,0 | 1,1 |